# Saprinus splendens
Saprinus splendens är en skalbaggsart som först beskrevs av Gustaf von Paykull 1811.  Saprinus splendens ingår i släktet Saprinus och familjen stumpbaggar. Inga underarter finns listade i Catalogue of Life.